# FH Deggendorf
De Fachhochschule Deggendorf, opgericht in 1994, is een business en technische hogeschool in de stad Deggendorf in de Duitse deelstaat Beieren, die waarde hecht aan praktijk- en internationale ervaring.

## Studierichtingen
Fachhochschule Deggendorf biedt een aantal verschillende studies aan. Deze zijn als volgt:
- Business Administratie
- Internationaal Management
- Computerwetenschappen voor Business
- Civiele en Constructietechnieken
- Elektrotechniek & Informatietechnologie
- Mediatechnologie
- Werktuigbouwkunde
- Mechatronics

De afdeling van Business Administratie is the grootste in de Fachhochschule Deggendorf.

## Ranking
Fachhochschule Deggendorf behaalt voortdurend opmerkelijke resultaten in diverse Duitse rankingen voor universiteiten en hogescholen. In 2005 werden de volgende resultaten behaald:
Business magazine  'Karriere'  

Tweede plaats in 'Hochschulranking' in Business Administratie en Technische studies.
Centrum voor Hochschulentwicklung (CHE)

Goede resultaten in:
- Civiele Techniek
- Business Administration
- Elektrotechniek & Informatie Technologie
- Werktuigbouwkunde
- Computerwetenschappen voor Business

## Internationale partners
Internationale relaties tussen diverse universiteiten is een van de grootste doelstellingen. Dit zorgt voor meer bewegingsvrijheid voor studenten en docenten in Europa en de rest van de wereld. Tegenwoordig vertegenwoordigen internationale studenten van meer dan 50 verschillende landen een menigte van etnische, culturele groepen die diverse talen spreken.
Diverse universiteiten en hogescholen van de volgende landen werken samen met de Fachhochschule Deggendorf: Australië, België, Brazilië, China en Hong Kong, Denemarken, Finland, Frankrijk, Griekenland, Groot-Brittannië, Ierland, Italië, Noord en Zuid-Korea, Litouwen, Mexico, Nederland, Noorwegen, Oostenrijk, Polen, Portugal, Roemenië, Zweden, Slowakije, Spanje, Tsjechië, Turkije, Hongarije, Verenigde Staten and Cyprus.